# Клоунът и неговите кучета
„Клоунът и неговите кучета“ (на френски: Le clown et ses chiens) е френски анимационен късометражен ням филм от 1892 година, създаден от режисьора Шарл-Емил Рейно. Състои се от 300 отделни ръчно оцветени изображения с продължителност около 15 минути. Премиерата му се е състояла на 28 октомври 1892 година в „Музея на восъчните фигури Гревен“ в Париж. Кадри от филма не са достигнали до наши дни и той се смята за изгубен.